# João de Deus de Mello e Souza

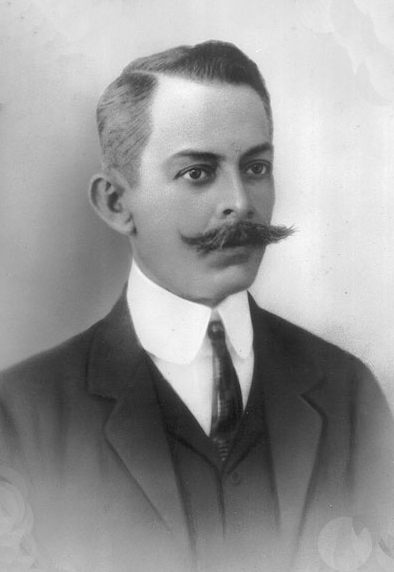
Retrato de João de Deus quando adulto, por volta de 1890, ano em que já era casado com Carolina Carlos.

João de Deus de Mello e Souza (Rio de Janeiro, 8 de março de 1863 — Queluz, 9 de março de 1911)  foi um professor, educador, e pai dos escritores brasileiros João Baptista, e Júlio César de Melo e Sousa, mais conhecido pelo pseudônimo de Malba Tahan. Seus pais, Francisco José e Maria Amélia de Mello e Souza, ambos portugueses, se estabeleceram na cidade do Rio de Janeiro em meados do século XIX, período em que João de Deus nasceu, em 1863. Em 1885, com 21 anos, enquanto trabalhava em um escritório de uma importante empresa industrial, teve que, a pedido de seu patrão, acompanhar um rico fazendeiro queluzense às compras, pois o próprio não conhecia o município do Rio de Janeiro.
Como João de Deus não obtinha boas condições econômicas, o fazendeiro sugeriu que ele desistisse do emprego e fosse trabalhar em Queluz. Chegando ao município, João, junto a seu irmão, Irineu de Mello e Souza, fundaram o “Collégio João de Deus”, neste período, acabou conhecendo Carolina Carlos, que chegou a Queluz vinda de Serra Negra, com cerca de 17 anos de idade, para assumir a regência da escola primária do município, ambos se casaram quando ela estava prestes a completar 18 anos. Com o declínio econômico das fazendas de café, o colégio teve que fechar as portas.
Como o casal já tinha três filhos, incluindo João Baptista, filho mais velho dos Mello e Souza, Maria Antonieta, e Laura, tiveram que se mudar para a cidade do Rio de Janeiro, onde João de Deus conseguira um emprego no Ministério da Justiça. Neste período, Júlio César, o quinto filho do casal, nasce na manhã do dia 6 de maio de 1895. As dificuldades encontradas na capital, fizeram com que voltassem a residir em Queluz, onde Carolina Carlos de Toledo voltou a atuar como professora. João de Deus, depois de viver 48 anos com sua família, acaba falecendo no dia 9 de março de 1911, em Queluz.